# Сподній Туштань
Сподній Туштань (словен. Spodnji Tuštanj) — поселення в общині Моравче, Осреднєсловенський регіон, Словенія. 
Висота над рівнем моря: 360,5 м.